# モット・ザ・フープル
モット・ザ・フープル (Mott the Hoople) は、イギリスのロックバンド。グラムロック全盛期に活躍し、「すべての若き野郎ども」（1972年）、「ロックンロール黄金時代」（1974年）、「ホナルーチ・ブギ」（全英12位）、「メンフィスからの道」（全英10位）、「ロール・アウェイ・ザ・ストーン」（全英8位）などがヒットした。「すべての若き野郎ども」は、解散の危機に瀕した時にデヴィッド・ボウイから提供された曲である。

## 略歴
1968年に結成された、サイレンスというバンドを前身とする。アイランド・レコードのプロデューサーのガイ・スティーヴンスが、ヴォーカルのスタン・ティピンズに不満を感じ、オーディションを経てイアン・ハンターがヴォーカルとして加入。スタン・ティピンズは、ロードマネージャーとしての役割を与えられ、時折レコーディングやライヴにも参加した。その後、バンド名をウィラード・メイナスの小説から採り、モット・ザ・フープルと改め、アイランド・レコードと正式に契約し1969年にデビューした。
デビュー当初からライヴが好評だったが商業的に振るわず、1972年3月26日のチューリッヒ公演の後、ついに解散を決定する。しかし、早くからファンだったデヴィッド・ボウイが、その話をオヴァレンド・ワッツから聞き付け、メンバーを説得、楽曲の提供とプロデュースを申し出る。当初、ボウイから提示された曲は「サフラジェット・シティ」（『ジギー・スターダスト』収録）だったが、モット・ザ・フープル側はこれを拒否、改めてボウイは別の楽曲を提供、モット・ザ・フープル側も大変気に入ったのが、「すべての若き野郎ども (All the Young Dudes)」である。CBS移籍後に発表されたこの曲は、モット・ザ・フープル最大のヒットとなり（全英3位）、またグラムロックを代表する曲のひとつとなった。ちなみにボウイは、「ドライブ・イン・サタディ」（『アラジン・セイン』収録）も提供しようと持ち掛けたが実現しなかった。これは自作曲「ホナルーチ・ブギ」がヒットした事もあり、新たな曲提供は不要とモット・ザ・フープル側が断ったためである。ボウイは、もし実現していたら素晴らしい仕上がりになったであろうと回想している。
1973年1月、自作曲を発表する機会が少ないことを理由にヴァーデン・アレンが脱退し、バンドは暫くの間4人編成での活動を余儀なくされる。シングル「メンフィスからの道 (All The Way From Memphis)」がヒットするが『革命』の発表直前にミック・ラルフス（ギター）が脱退し、ポール・ロジャースらと共にバッド・カンパニーを結成。脱退の理由についてミック・ラルフスは、「いつも思っていたんだ。俺が書いた曲はポールみたいな人に歌ってもらいたがってるなって。俺たち2人にとっては完璧な組み合わせだったよ。で、すぐに行動に移したんだ」と語っている。アレンとラルフスの後任としてモーガン・フィッシャー、ミック・ボルトン（UFO (バンド)のギタリストと同名だがまったくの別人）、ルーサー・グロヴナーが加入。ルーサー・グロヴナーは、まだアイランドとの契約が残っていたため、アリエル・ベンダー(Ariel Bender)という名前で活動することになる。
1974年には「ロックンロール黄金時代」がヒットしたが、同年7月にミック・ボルトンが脱退、後任としてブルー・ウィーバーが加入する。同年9月、ルーサー・グロヴナーが脱退。後任としてミック・ロンソンを迎え入れ、マスコミはこれを歓迎した。しかし同年12月、アメリカン・ツアーのプロモーションのためミック・ロンソンと共に渡米していたイアン・ハンターが心労により体調を崩し入院し、そのままミック・ロンソンと共にグループを脱退。12月16日に、モット・ザ・フープルの解散が正式に告げられた。ミック・ロンソン在籍時に録音された曲は、シングル「モット・ザ・フープル物語」と「ラウンジ・リザード」のデモ録音のみだった。

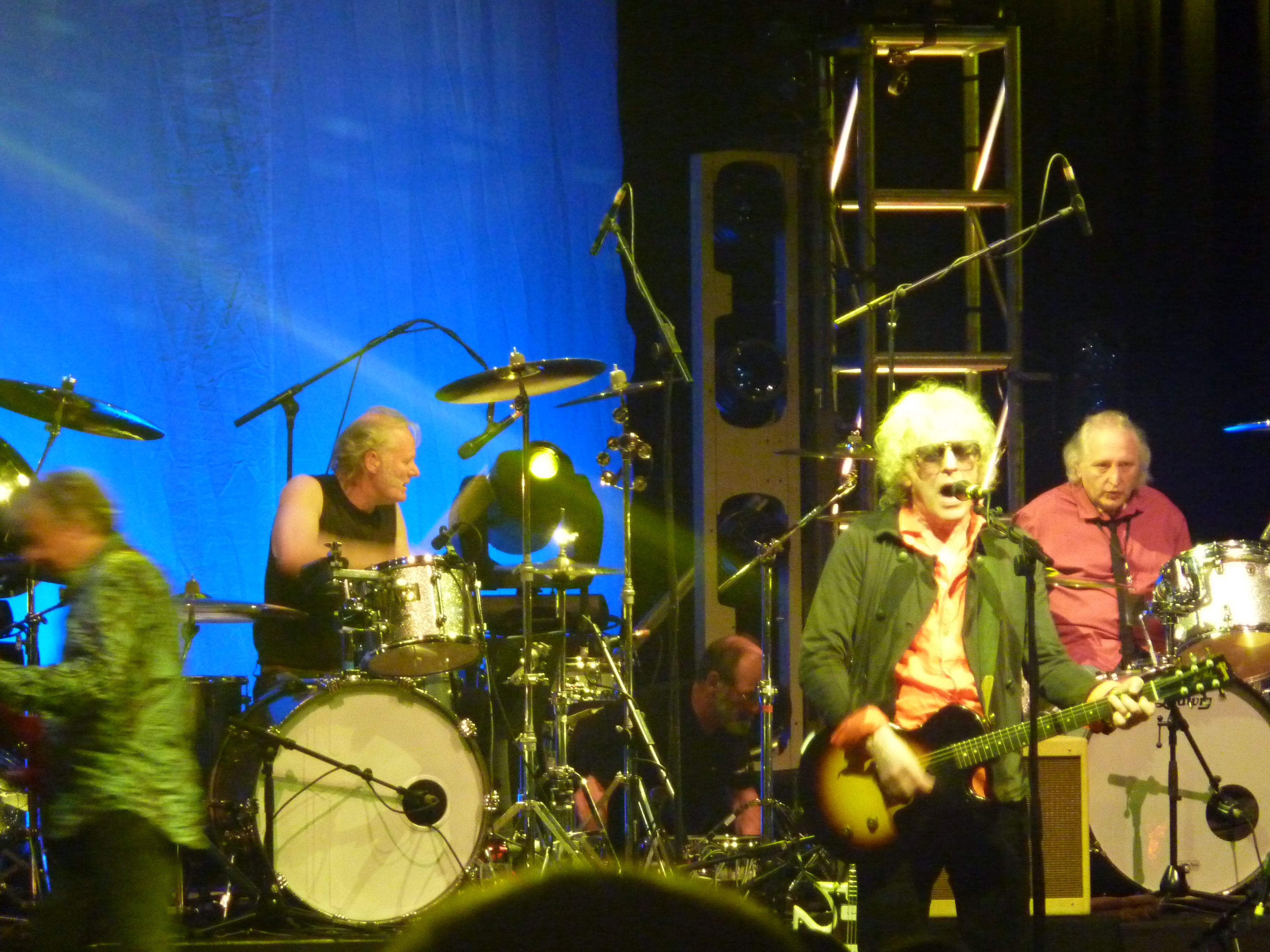
2009年に行われた再結成ライヴ

その後、残ったメンバーはレイ・メジャーを加えるが、ヴォーカリスト探しは難航し、最終的にミック・ラルフスの紹介でナイジェル・ベンジャミンが加わりバンド名をモットと改名するが、セールスは大きく落ち込み、さらに1977年にはヴォーカルのナイジェル・ベンジャミンが脱退し、ジョン・フィドラーに替わりブリティッシュ・ライオンズと改名し、アメリカに進出するが、レコード会社の支持を得られず、2作目のアルバムは未発表のまま翌年に解散した。
2009年、モット・ザ・フープル結成40周年を記念してオリジナルメンバーでの再結成ライヴが9月25日、26日にモンマスでウォーミングアップギグを行い、10月1日・2日・3日・5日・6日の5日間限定で、ロンドンのハマースミス・アポロにて行なわれる事が発表された。しかし、デイル・グリフィンは体調が悪化したため一部の曲のみ参加し、プリテンダーズのマーティン・チェンバースが代役を務めた。2013年にも、同様のメンバーでイギリス・ツアーを行った。
2016年1月17日、ドラマーのデイル・グリフィンがアルツハイマー病から生じた合併症により死去（享年67歳）。
2017年1月22日、ベーシストのオヴァレンド・ワッツが喉頭癌により死去（享年69歳）。
2018年、イアン・ハンターと、これまでの再結成に未参加だったアリエル・ベンダー(ルーサー・グロヴナー)、モーガン・フィッシャーによって再結成（サポートはイアンのバックバンド）。6月23日スペインのフェスAzkena Rock Festivalに出演、同月30日英フェスRamblin' Man Fairにヘッドライナーとして出演、7月2日にはスウェーデンで公演した。
2019年には同メンバーで「モット・ザ・フープル'74」プロジェクトを始動、４月に45年ぶりとなるアメリカ・ツアー（８公演）、そしてイギリス・ツアー（6公演）を行った。
4月のツアーが好評で、10月～11月にもアメリカ・ツアー（11公演）を行う予定であったが、直前にイアンの体調不良（深刻な耳鳴り発症）によりツアー中止となった。

## メンバーと主な担当楽器
MOTT THE HOOPLE
- イアン・ハンター (Ian Hunter 1939年6月3日 - ) ヴォーカル、ピアノ、リズムギター
- ミック・ラルフス (Mick Ralphs 1948年5月31日 - ) ヴォーカル、ギター
- デイル・グリフィン(Dale Buffin Griffin 1950年10月24日 - 2016年1月17日) ドラムス
- オヴァレンド・ワッツ (Peter Overend Watts 1947年5月13日 - 2017年1月22日) ベース
- ヴァーデン・アレン (Verden Allen 1944年5月26日 - ) オルガン
- モーガン・フィッシャー (Morgan Fisher 1950年1月1日 - ) ピアノ
- ミック・ボルトン (Michael Bolton 1948年12月20日 - 2020年1月1日) オルガン
- ルーサー・グロヴナー (Luther Grosvenor 1949年12月23日 - ) ギター
- ブルー・ウィーヴァー (Derek Blue Weaver 1947年3月11日 - ) オルガン
- ミック・ロンソン (Mick Ronson 1946年5月26日 - 1993年4月29日) ギター

MOTT
- ナイジェル・ベンジャミン (Nigel Benjamin) ヴォーカル
- レイ・メジャー (Ray Majors) ギター
- デイル・グリフィン - ドラムス
- オヴァレンド・ワッツ - ベース
- モーガン・フィッシャー - ピアノ

BRITISH LIONS
- ジョン・フィドラー (John Fiddler 1947年9月25日 - ) ヴォーカル、ギター
- レイ・メジャー - ギター
- デイル・グリフィン - ドラムス
- オヴァレンド・ワッツ - ベース
- モーガン・フィッシャー - ピアノ

## エピソード
- 当初から過激な暴力的なライヴ・パフォーマンスが有名で、客との喧嘩や機材の破壊などは日常茶飯事であった。イアン・ハンターによれば「ロイヤル・アルバート・ホールをめちゃくちゃにして、イギリスの色々なホールから締め出しを食らった」しかし、モーガン・フィッシャーによると自分が参加してからはそのような事は74年のハマースミスでの暴動以外には無く、ハンターがルーサーの首を絞める等のパフォーマンスもあくまで芝居としてやっていて暴力的なバンドではなかったと語っている。[5]
- 1974年の全米ツアーの前座としてクイーンが同行した。ブライアン・メイの急病により途中で降板しているが、メンバー間の交流は現在まで続いている。また、クイーンの「ナウ・アイム・ヒア」にはモット・ザ・フープルが歌詞に登場している。
- バンド解散後、1970年代末のイギリスで巻き起こったパンク・ロックのブームのさなかにおいて、それまで活動していたロックバンドのほとんどが侮蔑の対象にされた中、モット・ザ・フープルは例外的にパンク・ロッカーたちのリスペクトを受けることになった。ザ・クラッシュのミック・ジョーンズはモット・ザ・フープルの追っかけをしていたことを公言し（ジョーンズの項参照）、クラッシュ自体もアルバム『ロンドン・コーリング』のプロデュースをガイ・スティーヴンスに託した。さらにジェネレーションXは自らのアルバムのプロデューサーにイアン・ハンターを迎えたほか[6]、マンチェスター出身のパンクバンドであるスローター・アンド・ザ・ドッグス（Slaughter & The Dogs）は、バンド名の「Slaughter」をミック・ロンソンの『十番街の殺人（SLAUGHTER ON 10TH AVENUE）』から採っている（「Dogs」はボウイの『ダイアモンドの犬（Diamond Dogs）』から）[7]。
- 末期モット・ザ・フープルから、ブリティッシュ・ライオンズ時代まで在籍していたモーガン・フィッシャー（キーボード）は、現在日本在住。2007年公開の映画『神童』では俳優として活躍。
- 1996年、モーガン・フィッシャーのプロデュースにより、世界初となるモット・ザ・フープルのトリビュート・アルバム『MOTH POET HOTEL』が日本でリリースされた。

## ディスコグラフィ

### MOTT THE HOOPLE
オリジナルアルバム
- モット・ザ・フープル - Mott The Hoople（1969年） 英66位 米185位
- マッド・シャドウズ - Mad Shadows（1970年） 英48位
- ワイルドライフ - Wildlife（1971年） 英44位 米207位
- ブレイン・ケイパーズ - Brain Capers（1971年） 米208位
- すべての若き野郎ども - All The Young Dudes（1972年） 英21位 米89位
- 革命 - Mott（1973年） 英7位 米35位

「ローリングストーン誌が選ぶオールタイム・グレイテスト・アルバム500」において第370位。
- ロックンロール黄金時代 - The Hoople（1974年） 英11位 米28位

ライヴアルバム
- 華麗なる煽動者〜モット・ライブ - Live（1974年） 英32位 米23位
- オリジナル・ミックスド・アップ・キッズ - Original Mixed Up Kids - The BBC Recordings（1996年）
- ロックンロール・サーカス-ライヴ・ウルヴァーハンプトン・シヴィック・ホール 1972.4.6 - Rock'n'Roll Circus Live 1972（2000年）
- オール・ザ・ウェイ・フロム・ストックホルム・トゥ・フィラデルフィア-ライヴ 71/72 - A Tale of Two Cities（2000年）
- トゥー・マイルズ・フロム・ライヴ・ヘヴン - Two Miles From Live Heaven（2001年）
- ライヴ・フィルモア・ウェスト、サンフランシスコ - Live Fillmore West（2006年）
- フェアフィールド・ホールズ,ライヴ 1970 - Fairfield Halls, Live 1970（2007年）
- Live at the Hammersmith Apollo 2009（2010年）
- Live 2013（2014年）

コンピレーションアルバム
- 黄金の軌跡（モット・ザ・フープル物語） - Greatest Hits（1976年）
- トゥー・マイルズ・フロム・ヘヴン(未発表音源集) - Two Miles From Heaven（1980年）
- ザ・ベスト・オブ・モット・ザ・フープル - Walkin' with a Mountain: The Best of Island Years, 1969-1972(1990)
- バラッド・オブ・モット - The Ballad of Mott: A Retrospective(1993)
- ファミリー・アンソロジー - Family Anthology（2005年）
- ロックンロール黄金時代:40周年記念 - Golden Age of Rock N Roll（2009年）
- ザ・バラッド・オブ・モット・ザ・フープル - TheBallad of Mott the Hoople（2012年）

映像作品
- Under Review（2007年）
- The Whole Story（2009年）
- すべての若き野郎ども - Ballad of Mott the Hoople（2011年）

### MOTT
オリジナルアルバム
- ドライブ・オン - Drive On（1975年） 英45位 米160位
- 華麗なる襲撃者 - Shouting & Pointing（1976年）

ライヴアルバム
- Live:Over Here and Over There 75/76（1999年）
- By Tonight Live 1975/76（2009年）

コンピレーションアルバム
- Gooseberry Sessions and Rarities（2000年）

### BRITISH LIONS
オリジナルアルバム
- ブリティッシュ・ライオンズ - British Lions（1977年） 米83位
- トラブル・ウィズ・ウーマン - Trouble with Women（1980年）(1978年録音)

ライヴアルバム
- Live & Rare（1999年）
- Live at the Old Waldorf: San Francisco 1978（2010年）

映像作品
- One More Chance To Run - Live Germany 1978（2007年）

## 関連人物・グループ
- バッド・カンパニー（ミック・ラルフス在籍）
- デヴィッド・ボウイ（すべての若き野郎どもの提供、プロデュース）
- ラブ・アフェアー（モーガン・フィッシャー在籍）
- モーガン (バンド)（モーガン・フィッシャー在籍）
- スプーキー・トゥース（ルーサー・グロヴナー在籍）
- ウィドウメイカー 1970年代のバンド。1990年代にも同名のバンドが存在したがそちらとは関係無い（ルーサー・グロヴナー在籍。）
- メディシン・ヘッド（ジョン・フィドラー在籍）
- ヤードバーズ（レイ・メジャーが1994から1995年まで在籍。ボックス・オブ・フロッグスにジョン・フィドラー、レイ・メジャー参加）
- クイーン (バンド)（モット・ザ・フープルの前座としてツアーに同行。イアン・ハンター、ミック・ロンソンがフレディ・マーキュリー追悼コンサートに参加）
- グレイト・ホワイト（「ワンス・ビトゥン・トワイス・シャイ」をカバー）